# Guvernoratul Baalbek-Hermel
Baalbek-Hermel (în arabă بعلبك - الهرمل) este un guvernoraat din Liban. Acesta cuprinde districtele Baalbek și Hermel, care, la rândul lor, sunt subdivizate într-un total de 74 municipalități. Reședința sa este orașul Baalbek. Guvernoratul acoperă o suprafață de 3.009 km2 (1.162 mi2) și este delimitat de Guvernoratul Akkar la nord-vest, Guvernoratul Liban de  Nord la vest, Guvernoratul Keserwan-Jbeil și Guvernoratul Munții Liban la sud-vest, Guvernoratul Beqaa la sud și gunoratele siriene Homs și Rif Dimashq la nord-est și sud-est. Guvernoratul ocupă partea de nord a Văii Bekaa, cea mai importantă zonă agricolă a Libanului.

## Galerie

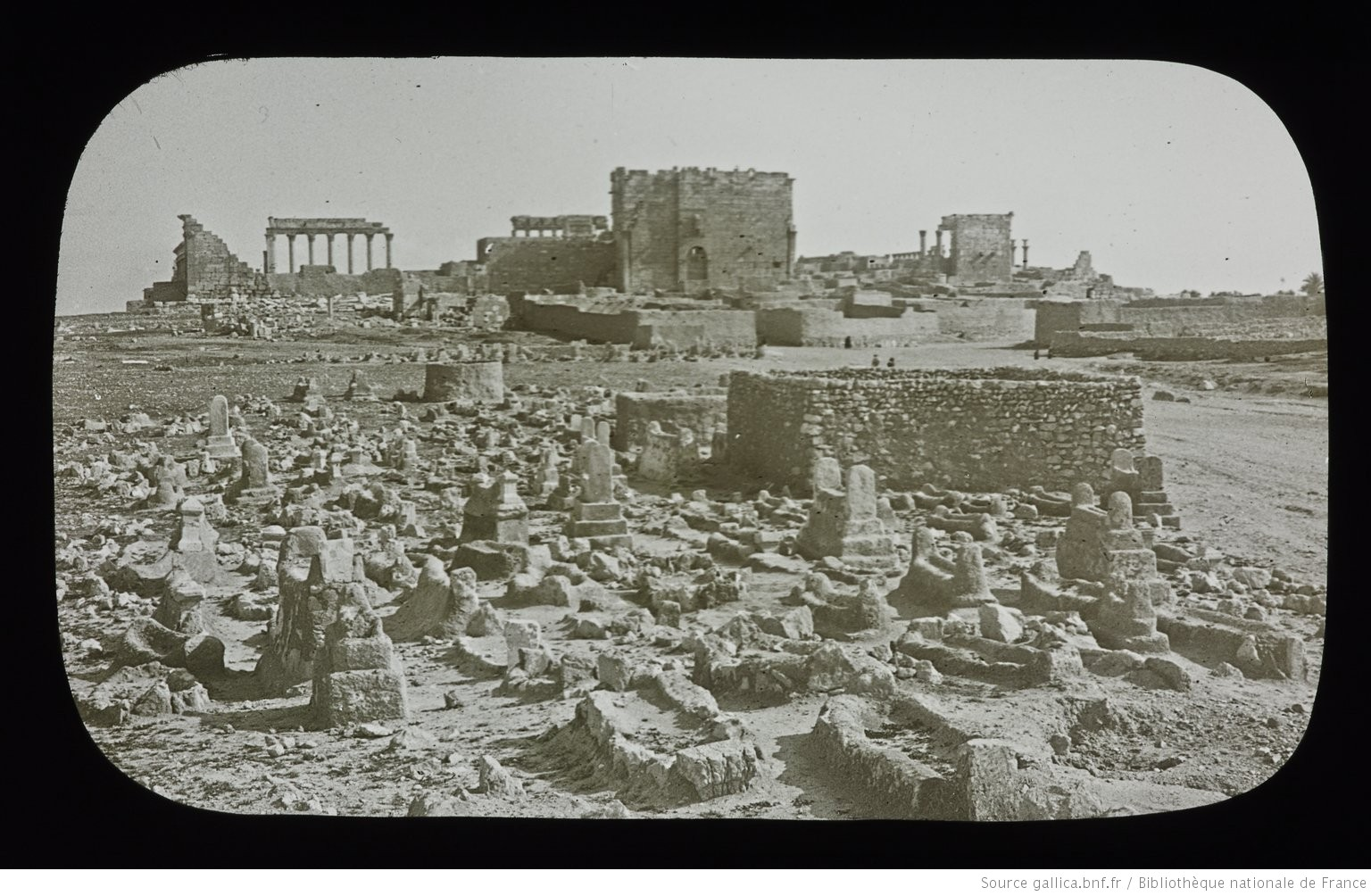
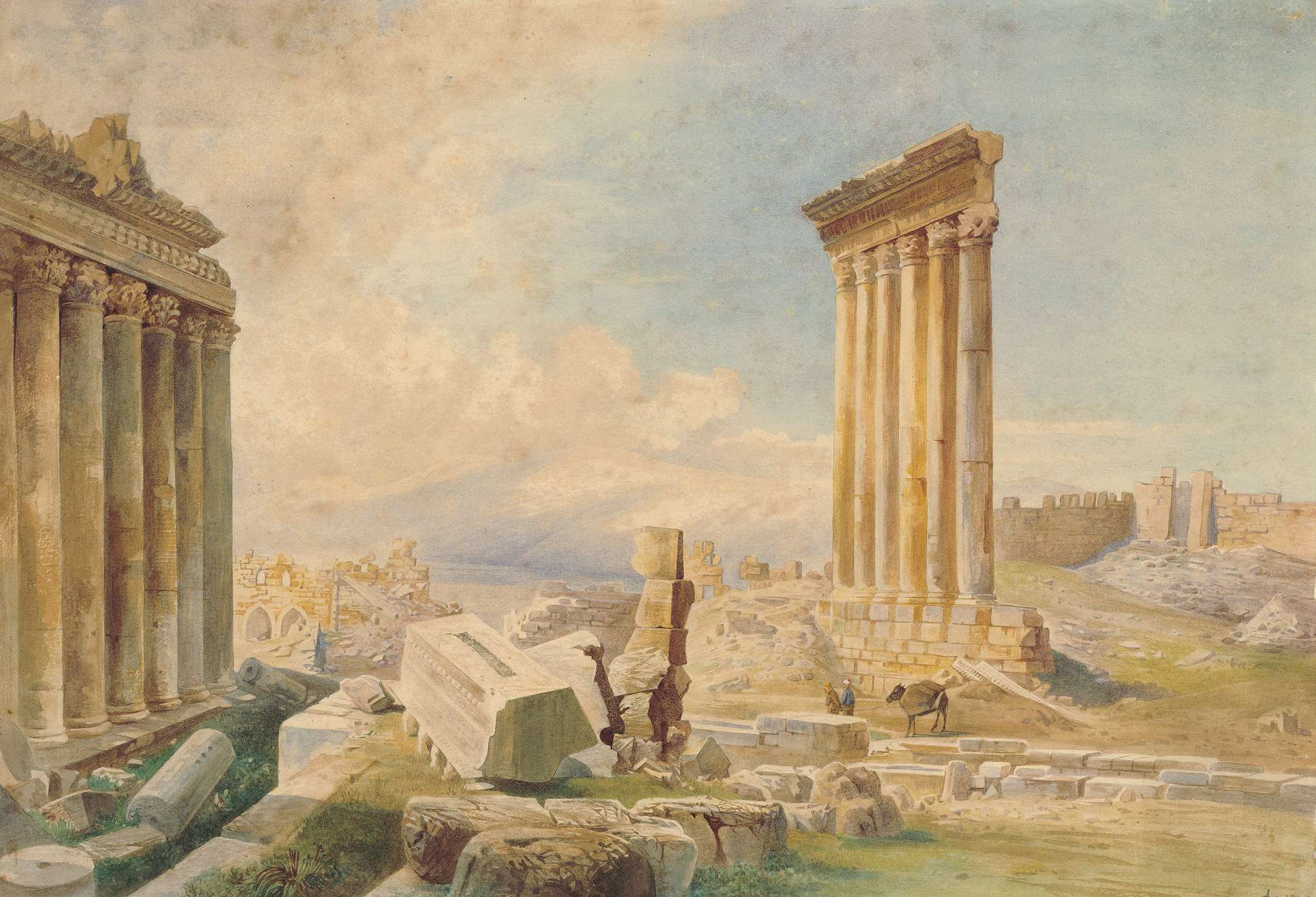
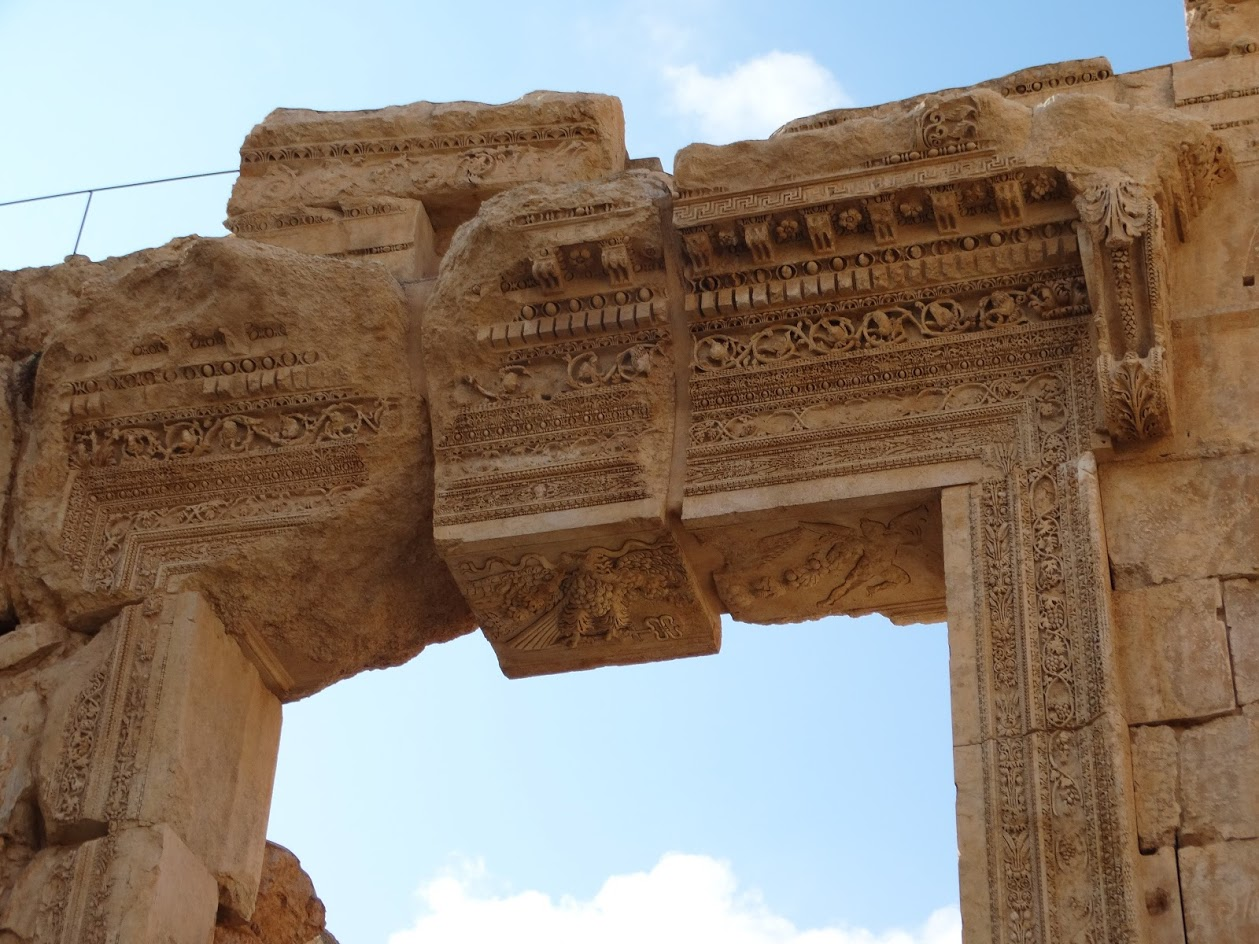
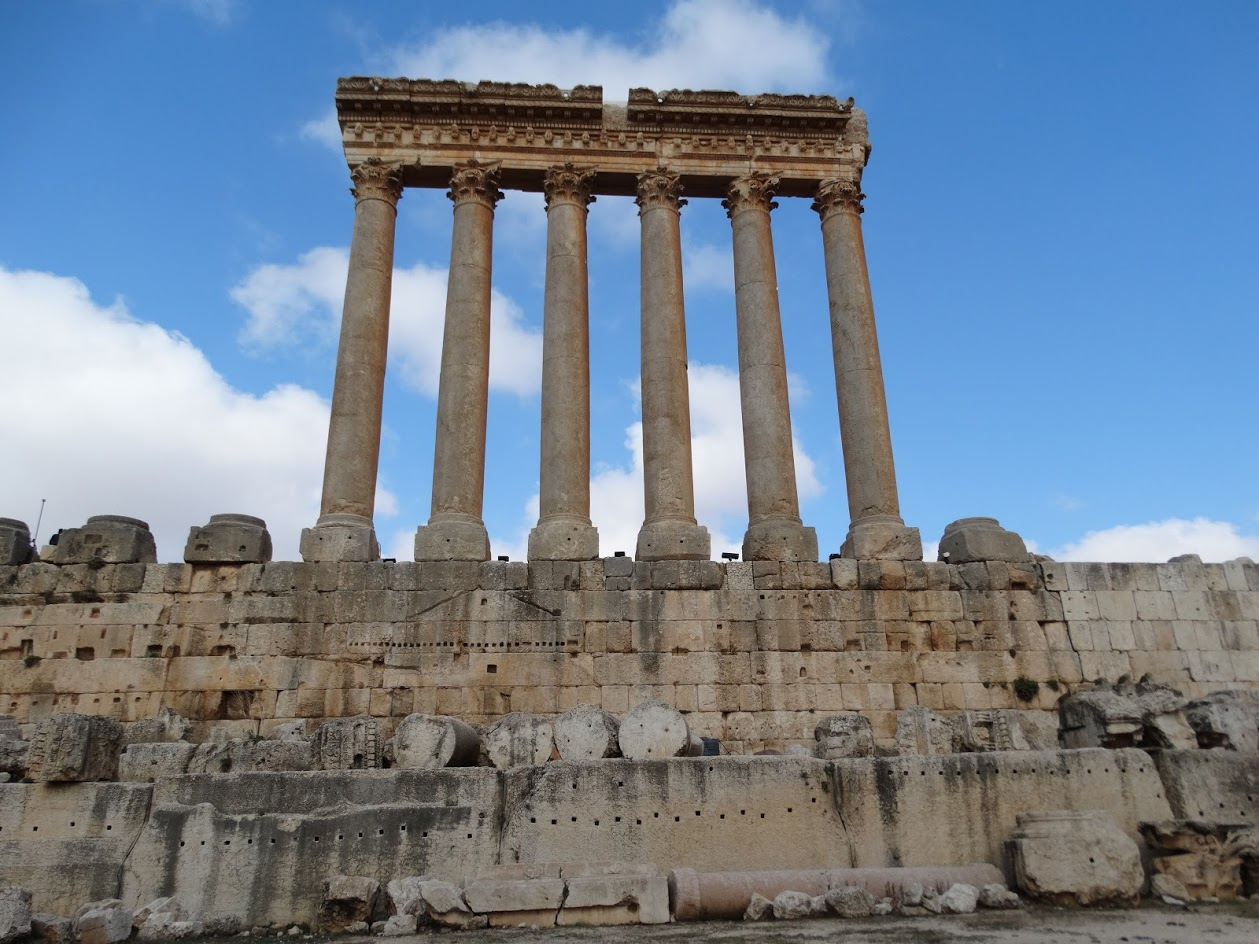
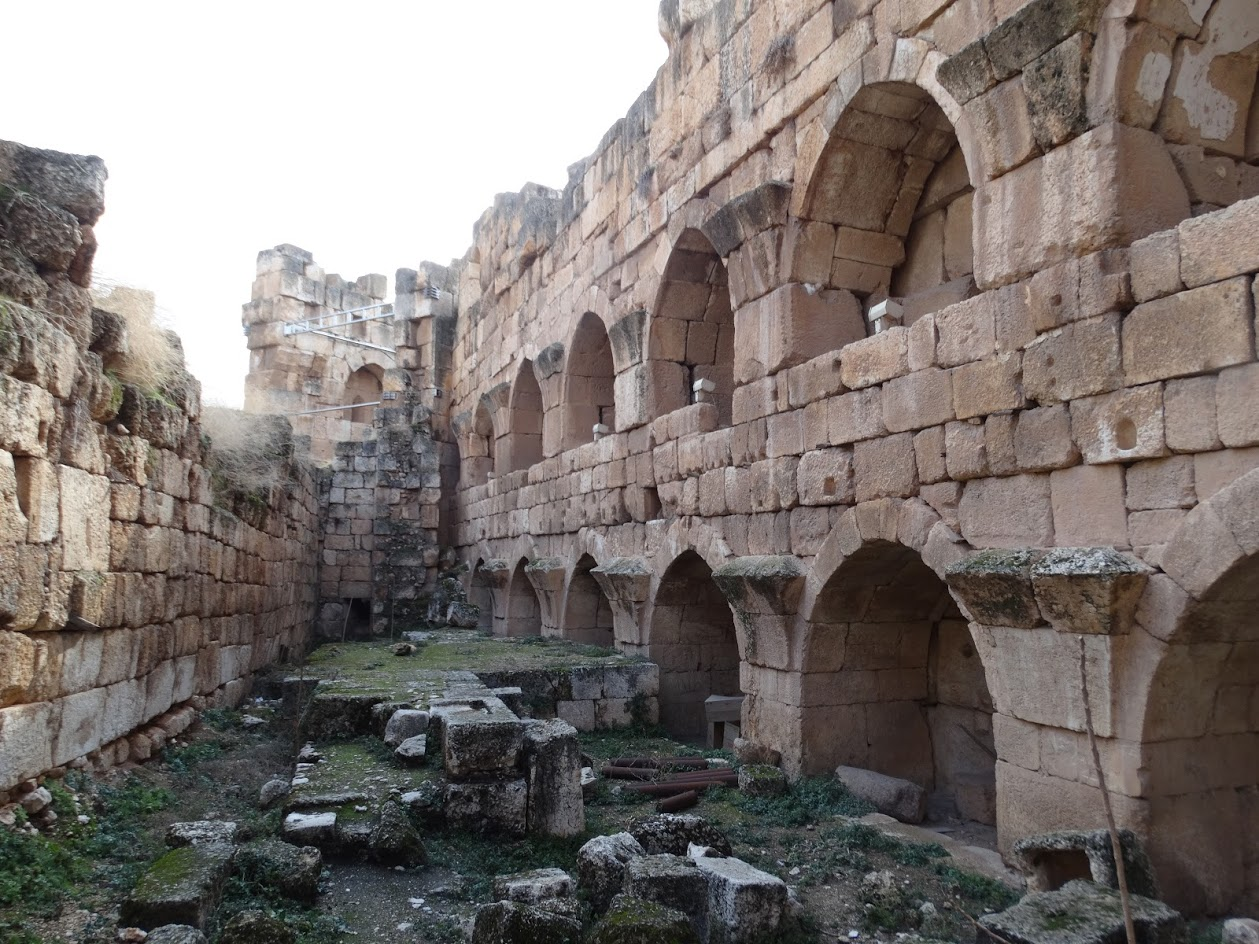
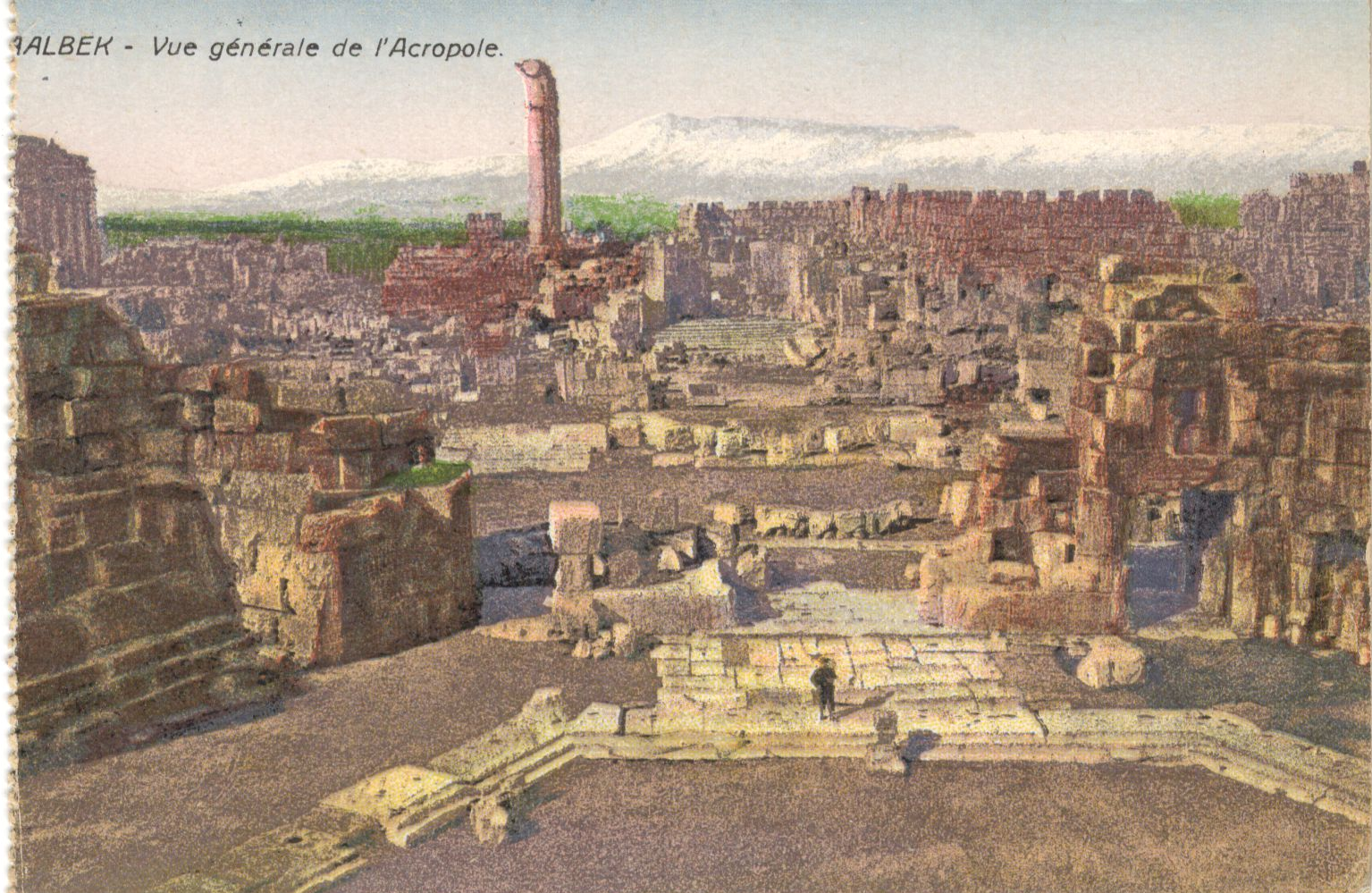
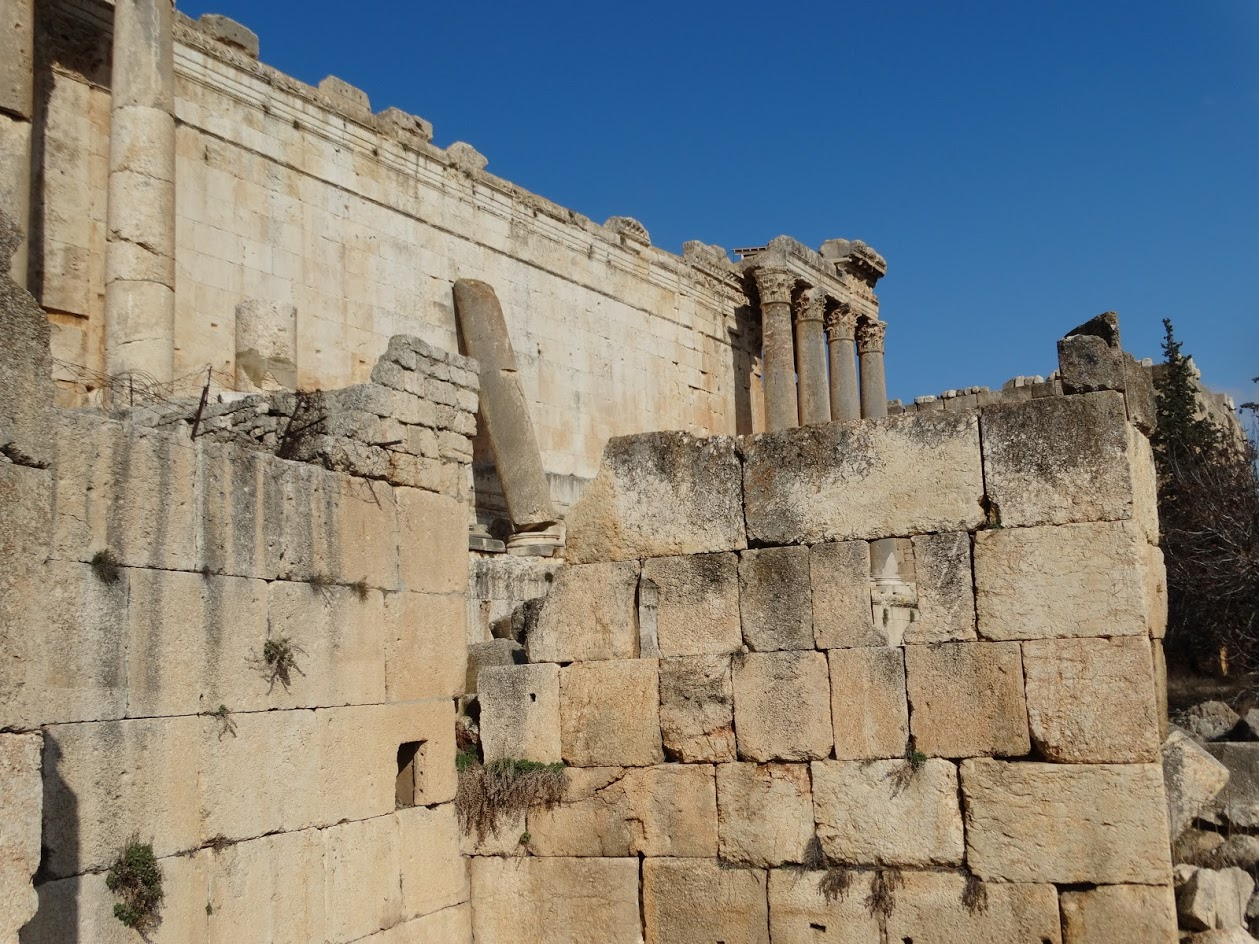
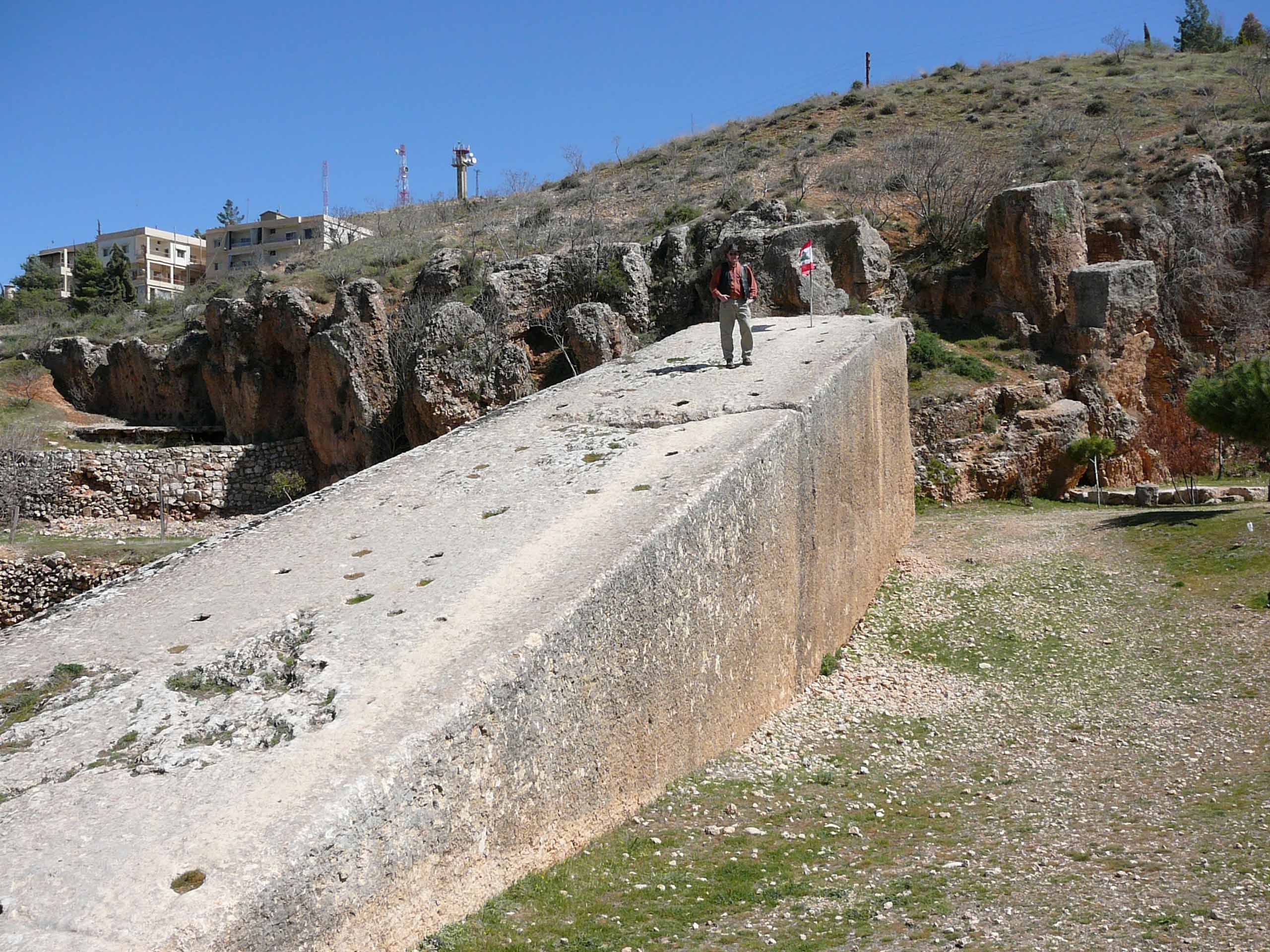